# Montée de la Chine centrale
La montée de la Chine centrale (chinois simplifié : 中部崛起计划 ; chinois traditionnel : 中部崛起計劃 ; pinyin : Zhōngbù Juéqǐ Jìhuà) est une politique économique adoptée par la république populaire de Chine pour accélérer le développement de ses régions centrales. Annoncée par le Premier ministre Wen Jiabao le 5 mars 2004, elle couvre les provinces du Shanxi, du Henan, de l'Anhui, du Hubei, du Hunan, et du Jiangxi.